# Vojni udar
Vojni udar označava iznenađujuće, često nasilno djelovanje skupine s ciljem rušenja vlasti u državi i nametanje diktature. Izvršitelji su uglavnom visoki vojni časnici ili časnici paravojnih postrojba. Vojni udar često izvodi skupina, koja je već prije vojnog udara imala moć nad dijelom državne vlasti. Često nakon vojnog udara slijedi vojna diktatura ili totalitarni režim. 